# Magyar kritikusok listája
| Ábécé szerinti tartalomjegyzék                                                                           |
| --- |
| A, Á B C Cs D Dz Dzs E, É F G Gy H I, Í J K L Ly M N Ny O, Ó Ö, Ő P Q R S Sz T Ty U, Ú Ü, Ű V W X Y Z Zs |

## A, Á
- Ablonczy László
- Ács Margit
- Agárdi Péter
- Alexa Károly
- Apáti Miklós (költő)
- Arday Géza

### B
- Babarczy Eszter
- Bakács Tibor (újságíró)
- Bakonyi István (irodalmár)
- Balassa Péter
- Balázs Imre József
- Bálint György (író)
- Bálintfi Ottó
- Bán Zsófia
- Barna Imre
- Barna T. Attila
- Bartusz-Dobosi László
- Bata Imre
- Bechnitz Sándor
- Bednanics Gábor
- Berde Zoltán
- Bertha Zoltán
- Bíró László Ferenc
- Bodó A. Ottó
- Bojtár Endre
- Bókay Antal
- Boldizsár Ildikó
- Bombitz Attila
- Bori Imre
- Boross Mihály (író, 1877–1944)
- Bréda Ferenc

## Cs
- Cs. Szabó László
- Csaplár Ferenc
- Csordás Gábor
- Csuhai István

## D
- Dérczy Péter
- Dévavári Zoltán
- Dienes Gedeon
- Diószegi András
- Dobos István (irodalomtörténész)
- Dobrás Zsófia
- Dukay Nagy Ádám

## E, É
- E. Fehér Pál
- Ébert Tibor

## F
- Fábián Ernő
- Fábry Zoltán (író)
- Faragó Vilmos
- Ferdinandy György
- Ferenczi László
- Földes Anna

## G
- Gabnai Katalin
- Gereben Ágnes
- Gervai András

## Gy
- Györgyey Klára
- Gyurácz Ferenc

## H
- H. Nagy Péter
- Hajdú Ráfis Gábor
- Halasi Andor
- Harmath Artemisz
- K. Havas Géza
- Hegedűs Ferenc (újságíró)
- Hegyi Zoltán Imre
- Henszlmann Imre
- Héra Zoltán
- Hermann István
- Hevesi Sándor
- Hollósi Zsolt

## I, Í
- Indig Ottó László
- Ivándi Ferenc

## J
- Jákfalvi Magdolna
- Jánosházy György
- Jovánovics Miklós
- Jung Károly

## K
- Kabdebó Lóránt
- Kacsir Mária
- Kada Júlia
- Kálmán C. György
- Kapecz Zsuzsa
- Karácsonyi Zsolt
- Karátson Endre
- Kartal Zsuzsa
- Katona Ádám
- Kázmér Ernő
- Kemenes Géfin László
- Kemsei István
- Kerekes Tamás
- Kinde Annamária
- Kis Pintér Imre
- Komlós János (humorista)
- Koppány Zsolt
- Korpa Tamás
- Kovács Dezső (író)
- Kovács Sándor Iván
- Kováts Iván
- Kulcsár-Szabó Zoltán
- Kulin Ferenc

## L
- Lantos László (rendező)
- Létay Vera
- Lovas Ildikó

## M
- Major Nándor
- Makay Gusztáv
- Margittai Gábor
- Margócsy István
- Márkus Béla
- Márkus István (szociográfus)
- Mezei József
- Molnár Miklós (író)
- Molter Károly
- Monostori Imre
- Mózer István

## N
- N. Pál József
- Nagy Gabriella
- Nagy Zoltán (költő)
- Nánay István
- Németh Zoltán (irodalomtörténész)

## Ny
- Nyilasy Balázs

## O, Ó
- Olasz Sándor
- Orosz István (fordító)

## Ö, Ő
- Örley István

## P
- Palatínus Aranka
- Péntek Imre
- Pók Lajos
- Puzsér Róbert

## R
- Rába György
- Radnóti Sándor
- Rajk András
- Reményi József Tamás
- Rényi Péter
- Róna Béla
- Rónay László

## S
- Salamon László (költő)
- Sándor Iván
- Sárközi Mátyás
- Sebestyén Károly (kritikus)
- Sík Csaba
- Simon Zoltán (irodalomtörténész)
- Siposhegyi Péter

## Sz
- Szabó B. István
- Szabó Marcell (költő)
- Szalatnai Rezső
- Szávai Géza
- Szávai János
- Szeghalmi Elemér
- Székely Ákos
- Székelyhidi Ágoston
- Széles Klára
- Szemlér Ferenc (költő, 1906–1978)
- Szentimrei Jenő
- Szerbhorváth György
- Szigeti Csaba Ferenc
- Szirák Péter
- Szirmai Károly
- Szkárosi Endre
- Szombathy Bálint

## T
- Tábor Ádám
- Tamás Attila (irodalomtörténész)
- Tatár Sándor
- Thurzó Gábor
- Tóth István (költő)

## U, Ú
- Ungvári Tamás
- Utasi Csaba

## V
- Vajda Miklós
- Vajda Sándor (költő)
- Varga Lajos Márton
- Vasy Géza
- Vilcsek Béla
- Vilhelm Károly

## W
- Wutka Tamás